# Quận McCormick, South Carolina
Quận McCormick là một quận trong tiểu bang Nam Carolina. Theo điều tra dân số năm 2000, quận có dân số 9.958 người, năm 2005, ước tính dân số quận là 10.108 người,  Quận lỵ đóng ở McCormick.6

## Địa lý
Theo Cục điều tra dân số Hoa Kỳ, quận có tổng diện tích 394 dặm Anh vuông (1.020 km²), trong đó, 360 dặm Anh vuông (931 km²) là diện tích đất và 34 dặm Anh vuông (89 km²) trong tổng diện tích (8,71%) là diện tích mặt nước.

### Các quận giáp ranh
- Quận Greenwood, South Carolina - Đông bắc
- Quận Edgefield, South Carolina - Đông
- Quận Quận Columbia, Georgia - Nam
- Quận Lincoln, Georgia - Tây
- Quận Elbert, Georgia - Tây bắc
- Quận Abbeville, South Carolina - Tây bắc

### Các khu bảo tồn quốc gia
- Rừng quốc gia Sumter (một phần)

## Thông tin nhân khẩu
Theo cuộc điều tra dân số2 tiến hành năm 2000, quận này có dân số 9.958 người, 3.558 hộ, và 2.604 gia đình sinh sống trong quận này. Mật độ dân số là 28 người trên mỗi dặm Anh vuông (11/km²). Đã có 4.459 đơn vị nhà ở với một mật độ bình quân là 12 trên mỗi dặm Anh vuông (5/km²).  Cơ cấu chủng tộc của dân cư sinh sống tại quận này gồm 44,78% người da trắng, 53,88% người da đen hoặc người Mỹ gốc Phi, 0,07% người thổ dân châu Mỹ, 0,29% người gốc châu Á, 0,03% người các đảo Thái Bình Dương, 0,38% từ các chủng tộc khác, và 0,57% từ hai hay nhiều chủng tộc.  0,86% dân số là người Hispanic hoặc người Latin thuộc bất cứ chủng tộc nào.
Có 3,558 hộ trong đó có 24,80% có con cái dưới tuổi 18 sống chung với họ, 51,80% là những cặp kết hôn sinh sống với nhau, 17,60% có một chủ hộ là nữ không có chồng sống cùng, và 26,80% là không gia đình. 24,40% trong tất cả các hộ gồm các cá nhân và 10,20% có người sinh sống một mình và có độ tuổi 65 tuổi hay già hơn.  Quy mô trung bình của hộ là 2,39 còn quy mô trung bình của gia đình là 2,82,
Cơ cấu độ tuổi dân cư quận này như sau 19,50% dưới độ tuổi 18, 8,30% từ 18 đến 24, 27,60% từ 25 đến 44, 28,10% từ 45 đến 64, và 16,50% người có độ tuổi 65 tuổi hay già hơn.  Độ tuổi trung bình là 41 tuổi. Cứ mỗi 100 nữ giới thì có 113,70 nam giới. Cứ mỗi 100 nữ giới có độ tuổi 18 và lớn hơn thì, có 115,80 nam giới.
Thu nhập bình quân của một hộ ở quận này là $31.577, và thu nhập bình quân của một gia đình ở quận này là $38.822, Nam giới có thu nhập bình quân $28.824 so với mức thu nhập $21.587 đối với nữ giới. Thu nhập bình quân đầu người của quận là $14.770, Khoảng 15,10% gia đình và 17,90% dân số sống dưới ngưỡng nghèo, bao gồm 26,50% những người có độ tuổi 18 và 11,90% là những người 65 tuổi hoặc già hơn.

## Thành phố và thị trấn
- Clarks Hill
- McCormick
- Modoc
- Mount Carmel
- Parksville
- Plum Branch
- Willington